# Cirolana carina
Cirolana carina är en kräftdjursart som beskrevs av Jones 1976. Cirolana carina ingår i släktet Cirolana och familjen Cirolanidae. Inga underarter finns listade i Catalogue of Life.